# Osečka
Osečka falu Horvátországban Varasd megyében. Közigazgatásilag Ivanechez tartozik.

## Fekvése
Varasdtól 12 km-re délnyugatra, községközpontjától 8 km-re keletre fekszik.

## Története
1857-ben 196, 1910-ben 308 lakosa volt. 1920-ig Varasd vármegye Ivaneci járásához tartozott. 2001-ben 73 háztartása és 268 lakosa volt.